# Ralph Gebstedt
Ralph Gebstedt (née le 8 octobre 1971 à Friedrichroda) est un sauteur à ski allemand.

## Palmarès

### Championnats du monde de vol à ski
| Épreuve / Édition | Vikersund 1990 | Harrachov 1992 | Kulm 1996 |
| Individuel        | 24e            | 15e            | 22e       |

### Coupe du monde
- Meilleur classement final: 14e en 1991.
- 1 victoire.
- 1 podium par équipes.

#### Saison par saison
| Année | Lieu                  |
| 1991  | Planica (Yougoslavie) |